# Allothele
Allothele es un género de arañas migalomorfas de la familia Dipluridae. Se encuentra en África austral.

## Lista de especies
Según The World Spider Catalog 11.5:
- Allothele australis (Purcell, 1903)
- Allothele caffer (Pocock, 1902)
- Allothele malawi Coyle, 1984
- Allothele regnardi (Benoit, 1964)
- Allothele teretis Tucker, 1920